# Dama a la mesa de té
Dama a la mesa de té es una pintura de 1885 de la artista estadounidense Mary Cassatt. La obra, realizada en óleo sobre lienzo, se encuentra en la colección del Museo Metropolitano de Arte.

## Descripción

### Historia
La pintura representa a Mary Dickinson Riddle, prima hermana de la madre de Cassatt, sentada presidiendo una mesa con un servicio de té. Este juego de té fue un regalo de la hija de Riddle a la familia de Cassatt. El servicio de té es de porcelana dorada azul y blanca cantonesa durante la dinastía Qing; En el siglo XIX, Cantón era conocida por sus exportaciones al mundo occidental, ya que la ciudad portuaria era uno de los centros del comercio de la Antigua China. El cuadro mismo fue pintado por Cassatt como un regalo para la familia Riddle en agradecimiento al recibido. Sin embargo, a la hija de Riddle no le gustó la pintura, pensando que representaba la nariz de su madre demasiado grande, por lo que la pintura fue donada al Museo Metropolitano de Arte por Cassatt en 1923.

### Cuadro
La pintura ejemplifica gran parte del estilo impresionista único de Cassatt; pone mucho énfasis en el contorno rígido de la figura, indiferente al espectador, y los anillos de la señora Riddle combinan con el oro dorado del servicio de té. Del mismo modo, los tonos azules tenues utilizados en el fondo atraen la atención hacia los azules más profundos de los ojos de la señora y la porcelana. La relativa simplicidad del diseño de la pintura también es comparable al arte orientalista, que influyó en Cassatt.